# Ingarikó
Ingarikó (Ingaricó, Ingalikó) pleme iz skupine Kapon, porodica Cariban, naseljeni u Brazilu uz rijeku Cotingo pod imenom Ingarikó i u Venezueli i Gvajani pod imenom Akawai. Poznati su i kao Kapon, a ime Ingarikó (=Gente da mata espessa) ili  'narod iz buša' , dali su im Makuxi. Brazilsko pleme Ingarikó broji oko 900 duša i nastanjuju planinski kraj u sjeverozapadnoj Roraimi i imaju sedam sela na obje strane granice, to su, viz.: Serra do Sol (najveće), Mapaé, Awendei, Sauparú, Kumaipá, Pipi i Manalai. Brazilski Ingarikó žive od poljodjelstva, ribolova i lova i slijede sinkretičku religiju Areruia. Na svečanosti se troše velike količine alkoholnih pića koja proizvode iz kukuruza, slatkoga krumpira ii kasave. Ingarikó su poznati i po proizvodnji rukotvorina iz različitog materijala, kao što su košare od vlakana lijana, titica i arumã.  Ime Ingariko dano je i srodnim Patamona Indijancima, koji govore ,srodnim ali drugačijim jezikom od Akawaija.